# Vamp (Jazz)
Der Begriff Vamp (Aussprache: [væmp], aus dem Englischen, ursprüngliche Bedeutung „Flickwerk“) bezeichnet im Jazz eine Begleitfigur, die meist in einer kurzen, sich ständig wiederholenden melodischen oder harmonischen Abfolge besteht. Musikalisch handelt es sich dabei um ein Ostinato.
Der Begriff stammt wahrscheinlich aus dem Musiktheater, wo man mit vamps „in Schleife“ gespielte Partiturabschnitte bezeichnet, an denen das Orchester festhält bis der Gesang auf der Bühne wieder einsetzt. 
Jazz-Stücke können zur Gänze auf derartigen kurzen, häufig zwei- oder viertaktigen Ostinati basieren, wie etwa die ausgedehnten Kollektiv-Improvisationen auf der Platte In a Silent Way (1969/70) von Miles Davis. 
Im Jazz war es immer schon üblich, über einfache Akkordfolgen zu improvisieren, zum Beispiel im Swing der späten 1930er Jahre (Count Basie oder Charlie Christian). Auch der Bebop und Hard Bop greifen auf diese Technik zurück, wo sie aber auf einzelne Abschnitte beschränkt bleibt (etwa A Night in Tunisia von Dizzy Gillespie). In der durch Art Blakeys „Jazz Messengers“ bekannten Komposition Moanin’ von Bobby Timmons enthalten die Solopassagen einen zweitaktigen Vamp über vier Akkorde. Seit den 1960er Jahren erlebt die Technik des Improvisierens über wiederkehrende Begleitphrasen eine neue Blüte, was auf den Einfluss von John Coltrane zurückzuführen ist.
Auch in verwandten Musikstilen wird der Terminus gebraucht, besonders im Blues, R&B und Soul. Stücke von John Lee Hooker, Ray Charles oder James Brown basieren häufig auf Vamps. Eine der beliebtesten Vamp-Strukturen stammt aus Percy Mayfields Song Hit the Road Jack, welcher in der Version von Ray Charles zu großem Ruhm gekommen war; hier findet sich eine charakteristische Akkordfolge, genauer gesagt, eine Andalusische Kadenz, in Verbindung mit dem Shuffle-Rhythmus.
Die für einen Vamp typischen Figuren sind entweder in Notenschrift angegeben, oder nur in Akkordsymbolen, um den Musikern größere Gestaltungsfreiheit einzuräumen.